# Panzeria mira
Panzeria mira är en tvåvingeart som beskrevs av Zimin 1957. Panzeria mira ingår i släktet Panzeria och familjen parasitflugor. Inga underarter finns listade i Catalogue of Life.